# Harnischia tenuitubercula
Harnischia tenuitubercula är en tvåvingeart som beskrevs av Chaudhuri och Chattopadhyay 1990. Harnischia tenuitubercula ingår i släktet Harnischia och familjen fjädermyggor. Inga underarter finns listade i Catalogue of Life.